# Siderokausia

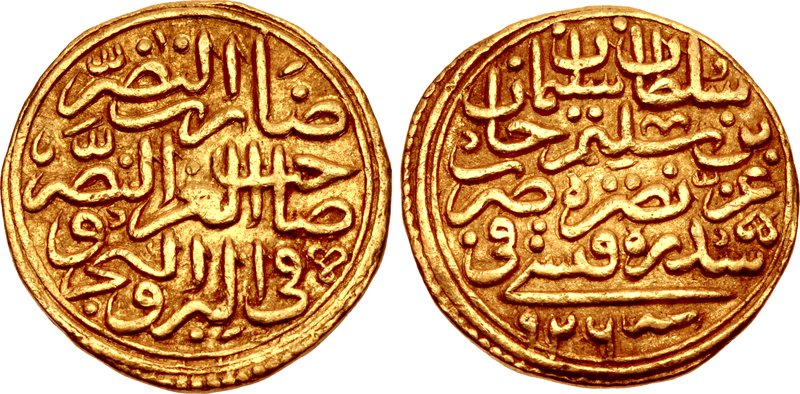
Gold-Sultani, geprägt in Siderokausia, AH 926 (1519/20 CE)

Siderokausia (griechisch Σιδηροκαύσια osmanisch-türkisch: Sidrekap[i]si, auch: Mademochoria, Μαντεμοχώρια < türkisch maden=Bergwerk + griechisch χωριό=Dorf, "Minendörfer") waren Silber- und Goldminen-Dörfer, die während byzantinischer und osmanischer Zeit im Nordosten der Chalkidiki-Halbinsel im Norden Griechenlands betrieben wurde. In osmanischer Zeit war auch eine Münzprägeanstalt mit den Minen verbunden.

## Geschichte
Das Gebiet, welches in den Aufzeichnungen des 9. Jahrhunderts zuerst als Siderokausia erscheint, liegt im Nordosten von Chalkidiki, beim heutigen Stratoniki. Nach der osmanischen Eroberung der Region im frühen 15. Jahrhundert gelangte das Gebiet zu neuer Blüte. Zu Hochzeiten waren 500 bis 600 Schmelzöfen in Betrieb zur Herstellung von Blei und Zink. Bis 1705 gewährten die osmanischen Sultane den zwölf Bergbaudörfern Mademochoria weitreichende Autonomie und Privilegien im Austausch für die Zahlung eines Zwölftels der jährlichen Silberproduktion. Der englische Reisende William Martin Leake berichtet, dass die Aufsicht über die Minen, zusammen mit der Regierung der zwölf Dörfer (bei Leake: ελευθεροχώρια, "Freie Dörfer") einem Beamten unterstand der als Madem aghasi bezeichnet wurde. Die zwölf Dörfer hießen "Anthemounta" (heute Galatista), Vavdos, Riana, Stanos, Varvara, Liaringova (heute Arnaia), Novoselo (heute Neochori), Machalas (Stageira), Isvoro (heute Stratoniki), Chorouda, Revenikia (heute Megali Panagia) und Ierissos.
Die Mine ma‘den-i Sidrekapsi war besonders groß:

„"...Sie war bei Weitem die produktivste Mine des Balkans in der ersten Hälfte des 16. Jahrhunderts... beschäftigte etwa 6.000 Bergleute... Ihre Gesamtproduktion  wurde auf etwa 6 Tonnen pro Jahr geschätzt..."“

Die angeschlossene Münzanstalt war von 1530 bis ins 18. oder sogar 19. Jahrhundert in Betrieb und stellte silberne Akçe und goldene Sultanis her. Für die Sultanis war sie sogar eine der drei Haupt-Prägestätten im osmanischen Reich, neben Kairo und Istanbul.
Die Mademochoria erhielten ihren privilegierten Status bis zu ihrer Beteiligung im Griechischen Unabhängigkeitskrieg 1821. Der fruchtlose Aufstand führte zur Einquartierung von nicht weniger als 10.000 Soldaten in der Region, um die Minen zu schützen, während die Dörfer für deren Unterbringung aufkommen mussten. Daraufhin gerieten die Minen in eine Krise und wurden letztendlich von einem französisch-osmanischen Konsortium übernommen, der Compagnie des Mines de Kassandra aus Paris. 1893 erhielt die Gesellschaft die Schürfrechte für Antimon, Blei und Mangan. Eine multi-nationale Arbeitertruppe von 6.000 Männern wurde erneut für die etwa 600 Hochöfen angestellt.
1920 wurden die Minen von der "Anonymous Greek Chemical Products and Fertilizer Company" (griechisch Ανώνυμη Ελληνική Εταιρεία Χημικών Προϊόντων & Λιπασμάτων, ΑΕΕΧΠ & Λιπασμάτων) erworben, zum Teil um die Vorräte an Sulfiten für die Düngerproduktion zu gewinnen. Zu dieser Zeit befand sich die Haupt-Verladestelle auf dem Gebiet des heutigen Dorfes Stratoni, wo die Erze mittels einer 6 km langen Decauville-Eisenbahn angeliefert wurden. 1932 wurde dieses System durch eine Seilbahn ersetzt. Nach dem Griechisch-Türkischen Krieg (Griechenverfolgungen im Osmanischen Reich 1914–1923) wurden griechische Flüchtlinge aus dem  kleinasiatischen Dorf Balya Karaydın in Übergangsunterkünften in Stratoni angesiedelt. Nach dem Erdbeben von Ierissos 1932 wurde die Siedlung neu errichtet und das heutige Dorf entstand.